# 費羅茲·甘地
費羅茲·甘地（印地語：फिरोज जहाँगीर गांधी；英文：Feroze Gandhi，1912年9月12日—1960年9月8日）是一個印度政治人物，前印度總理英迪拉·甘地的丈夫、前印度總理拉吉夫·甘地之父。他曾擔任印度國會議員。与圣雄甘地没有血缘关系。

## 早年生活
費羅茲·甘地原名 Feroze Ghandy，生於一個帕西人（祆教）家庭。他在加入獨立運動後受到聖雄甘地的啟發，將自己的姓氏拼寫從“Ghandy”改為與之相同的“Gandhi”，其姓氏的串法變了，但中文譯名不變。費羅茲·甘地的父親 Jehangir Ghandy 是一個祆教徒。